# Iglesia de Nuestra Señora de los Dolores de Robledo (Medellín)
La Iglesia de Nuestra Señora de Los Dolores es un templo colombiano de culto católico, dedicado a la Virgen María bajo la advocación de la Virgen de las Angustias o de los Dolores, está localizado en el parque principal del barrio Robledo en la ciudad de Medellín (Antioquia) y pertenece a la jurisdicción eclesiástica de la Arquidiócesis de Medellín.
El edificio es de estilo Neoclásico donde predomina el orden toscano, su planta es rectangular, su interior está dividido en tres naves y fue diseñado por Manuel Arenas siguiendo los conceptos formales tomados del “Tratado de los cinco órdenes de Arquitectura”, de J. B. de Viñola. Aunque la iglesia es neoclásica, los trabajos en madera (los retablos, el púlpito, el viacrucis y los nichos en los muros) son de estilo gótico. El 15 de diciembre de 2000 el templo fue declarado Monumento Nacional de Colombia.

## Historia
En 1806 se fundó, al occidente de Medellín en lo que actualmente se llama Barrio San Germán, una pequeña población que se llamó San Ciro y posteriormente aldea de Aná; allí existía una capilla dedicada a Nuestra Señora de los Dolores y en torno a ella se estableció el poblado. El 23 de abril de 1880 dicho poblado fue arrasado por una avalancha de la quebrada La Iguaná, hecho que determinó su traslado a un lugar conocido en ese entonces como El Tablazo en busca de tierras más seguras. El nuevo poblado comenzó a llamarse Robledo, en honor al conquistador de Antioquia, Jorge Robledo.

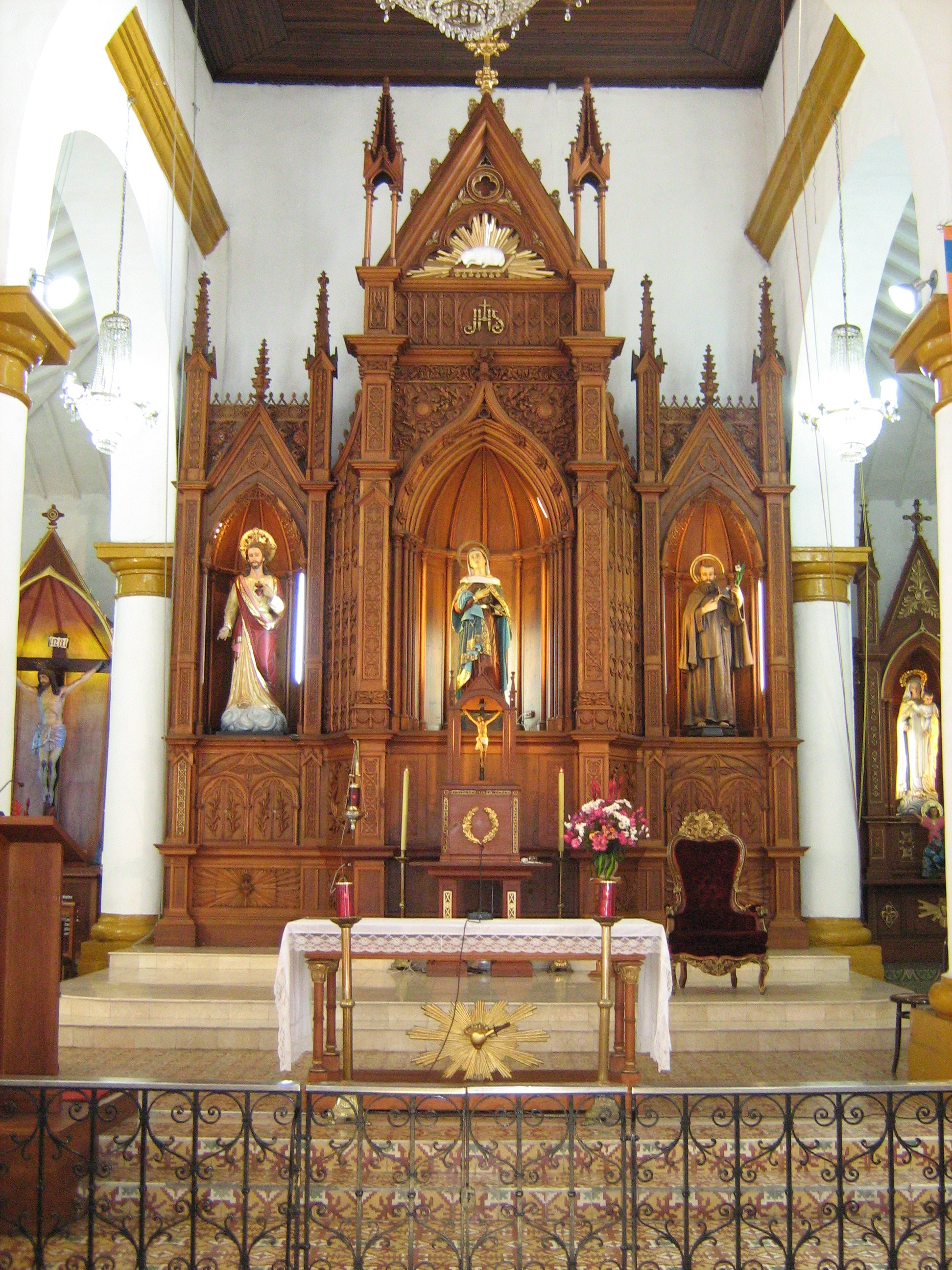
Altar y retablo mayor.

El padre Rafael María González comenzó la construcción del nuevo templo, hecho con tapias, calicanto, tejas y madera de comino, con 3 sacristías, coro y mucha ornamentación de madera; el principal constructor de este templo fue Manuel Arenas, quien además diseñó los planos. El templo se empezó a construir en 1883, y en 1895 se le entregó a Rubén Burgos Restrepo la suma de 387,80 pesos para que pagara las maderas de comino destinadas a la construcción del retablo. Burgos Restrepo realizó entonces toda la talla de madera del retablo principal y tal vez en agradecimiento a este trabajo sus cenizas reposan en una tapia de la nave derecha cerca al altar mayor del templo.

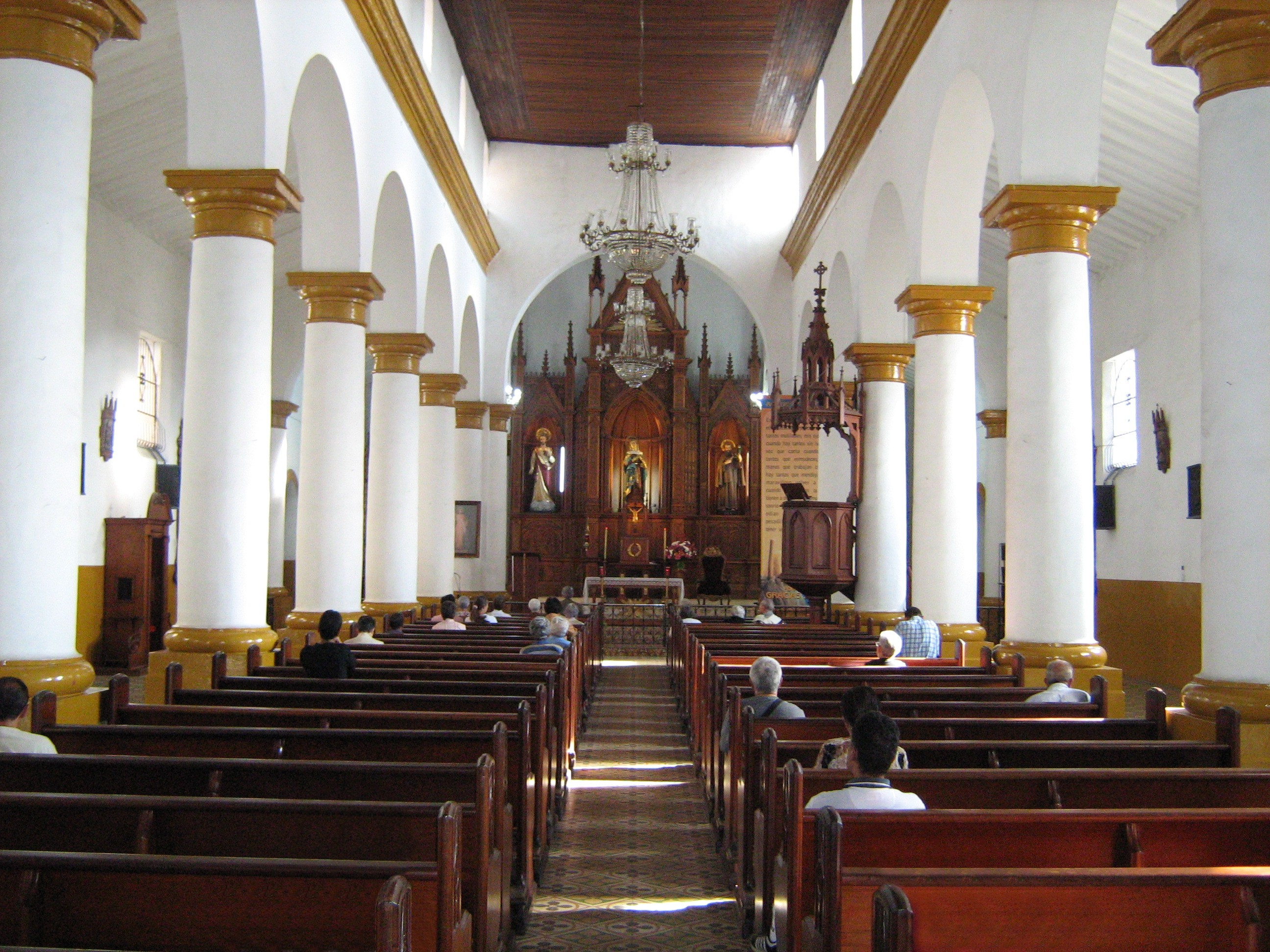
Nave central.

Es de anotar también que como el templo de Robledo tardó tanto en su edificación; entonces fue en el estadero "El Jordán" donde se practicaron los primeros actos religiosos de la parroquia, y si se visita este sitio que aún existe, se verá que donde se lavan los vasos, se encuentra todavía la antigua pila bautismal.
Por su valor histórico y arquitectónico, el templo de Nuestra Señora de los Dolores es declarado Monumento Nacional de Colombia, por medio de la resolución nro. 1791 del 15 de diciembre de 2000. Este carácter de monumento nacional implica que todas las restauraciones, remodelaciones, refacciones y las obras de protección, defensa y conservación que deban efectuarse tanto en la capilla como en su colección de bienes muebles, deberán contar con el permiso previo del "Consejo de Monumentos Nacionales".

Planta general del templo.

## Características
El templo se localiza en el centro del costado norte del Parque de Robledo en el barrio del mismo nombre, dicha zona es un plano inclinado con una pendiente considerable. La iglesia está flanqueada al occidente por una edificación de tres pisos que es la casa cural, y hacia el oriente una casa de un nivel, de alto valor estético, arquitectónico y testimonial, que conserva las características de las primeras viviendas establecidas en el lugar. La iglesia se asocia al espacio del parque a través del atrio definido por la balaustrada y la escalinata, formando un balcón con una visual amplia sobre todo el parque. Las nuevas construcciones en los costados del parque dejan entrever una fuerte intervención de alturas, que está restando importancia a la edificación, como marca urbana del sector.
La fachada principal está conformada por una espadaña, dividida en tres cuerpos (acceso, reloj, campanario). En la parte inferior están los accesos, enmarcados en arcos de medio punto que proyectan cada una de las naves, enfatizándose la central siendo más grande que las laterales, lo cual evidencia su jerarquía. El templo es de planta rectangular, cuenta con tres naves, divididas también por arcos de medio punto; estos a su vez están constituidos en ladrillos pegados con cal y arena, los muros laterales son en tapias de un metro de ancho (tapia y mampostería del siglo XIX), los cuales albergan nichos con imágenes. La cubierta del templo es en teja de barro, con armazón en cañabrava y madera.

## Horarios
| Horario de misas                    |
| Domingos                            |
| ----------------------------------- |
| 7 a. m., 12 m., 5:30 p. m., 7 p. m. |
| Lunes a sábado                      |
| 8 a. m., 6: 30 p. m.                |

En el templo se celebran dos misas diarias de lunes a  sábado, mientras que los domingos se celebran hasta cuatro misas. Los horarios están sujetos a cambios o a variaciones dependiendo de las fiestas patronales, Semana Santa, Navidad, o bien, dependiendo del santoral.
- Dirección: Calle 65 N.º 85-40 Barrio Robledo, Medellín, Antioquia.[4]
- Teléfonos: (+57) 604 3586595

                      (+57) 604 3586152
El horario de atención del despacho parroquial es de lunes a viernes (no festivos) de 1 a 5 p. m.